# Halina Górecka
Halina Górecka (alemany: Halina Sylwia Richter-Górecka-Herrmann)  (Chorzów, 4 de febrer de 1938), nascuda Richter i posteriorment Herrmann, és una atleta polonesa, ja retirada, especialista en curses de velocitat, que va competir durant les dècades de 1950 i 1960. El 1965, aprofitant una competició atlètica a Dortmund, va demanar asil a l'Alemanya Occidental.
Durant la seva carrera esportiva va prendre part en quatre edicions dels Jocs Olímpics d'Estiu: el 1956, 1960, 1964 i 1968. Els millors resultats els van obtenir als Jocs de Roma de 1960, on va guanyar la medalla de bronze en els 4x100 metres del programa d'atletisme. Formà equip amb Teresa Wieczorek, Barbara Janiszewska i Celina Jesionowska; i als Jocs de Tòquio de 1964, on guanyà la medalla d'or en la mateixa prova, formant equip amb Teresa Ciepły, Irena Kirszenstein i Ewa Kłobukowska. A Tòquio també fou setena en els 100 metres. A Melbourne 1956 i Ciutat de Mèxic 
1968 va obtenir uns resultats força discrets. En aquests darrers Jocs va córrer sota bandera alemanya.
En el seu palmarès també destaquen tres campionats nacionals, en els 100 i 200 metres el 1964 i en els 4x100 metres el 1954.

## Millors marques
- 100 metres. 11,5" (1964)
- 200 metres. 23,6" (1964)[1][3]